# Runenstein von Salmunge
Koordinaten: 59° 44′ 6,7″ N, 18° 26′ 59,2″ O
Der Runenstein von Salmunge (U 519) stammt aus Uppland in Schweden. Er ist aus Granit und wurde in der ausgehenden Wikingerzeit im 11. Jahrhundert im „Jüngeren Futhark“ geschrieben.

## Inschrift

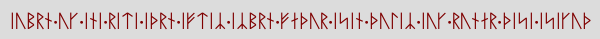
Inschrift

„Jobjörn und Änne stellten den Stein auf im Gedenken an Erbjörn, ihren Vater - Tule schrieb diese Runen - möge Gott [ihn] sehen“.

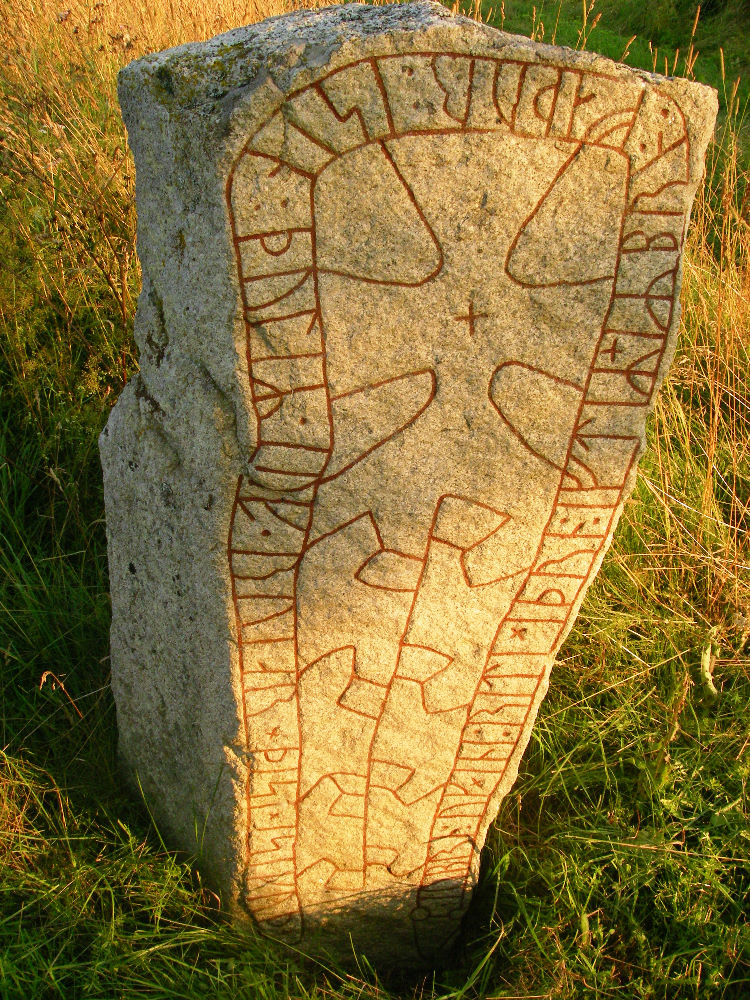
Der Runenstein von Salmunge

## Beschreibung
Der Runenstein hat bereits während des 17. und 18. Jahrhunderts großes Interesse geweckt. Die Ritzung ist flach, aber deutlich und gut erhalten. Der Ritzer beherrschte die Technik und schrieb gleichmäßig und sicher.

## Elias Wessén
Elias Wessén (1889–1981), ein schwedischer Runologe des 20. Jahrhunderts, sah eine Mischung von normalen und schwer zu deutenden Runenfolgen. Wessén vermutet, dass der Ritzer einer Schablone folgte, die er nur teilweise deuten konnte. Als ihn die Schablone im Stich ließ, hat er die Lücken mit Runen seiner Wahl aufgefüllt. Auch mit der Ornamentik des Runensteins ist Wessén unzufrieden und kommt zu dem Urteil, dass der Ritzer kein erfahrener Meister war. Andere Runologen schlossen sich Wesséns Kritik an.

## Henrik Williams
Henrik Williams (geb. 1958), Runologe an der Uppsala Universitet, hat die Inschrift neu übersetzt. Er kommt hinsichtlich der Kompetenz des Runenritzers zu einem anderen Ergebnis. Die Ornamentik und die an einigen Stellen abweichende Orthographie gehen auf einen Ritzer zurück, der nicht das Selbstverständliche wählte, aber vom Üblichen auch nicht zu weit abwich. Im Gegensatz zu Wessén erkennt Williams, dass fast die gesamte Inschrift aufgrund des Verständnisses des zu erwartenden Inhalts (für zeitgenössische Leser – die es kaum gab) zu deuten war, da die Runeninschriften der ausgehenden Wikingerzeit fast alle einen formelartigen Aufbau hatten. Die Gedenkformel lautet: "A und B stellten den Stein im Gedenken an C auf, ihren Verwandten. D ritzte die Runen." Die abschließenden sechs Runen bilden eine christliche Gebetsformel, in diesem Fall mit dem bisher einzigartigen Wortlaut "möge Gott [den Verstorbenen] sehen". Die Leserichtung, von rechts beginnend und gegen den Uhrzeigersinn, ist ungewöhnlich, aber der Kopf der Schlange signalisiert den Anfang.